# Gernot Rohr
Gernot Rohr (Mannheim, Alemania Occidental, 28 de junio de 1953) es un exfutbolista y entrenador alemán. Actualmente dirige a la selección de Benín.

## Carrera como jugador
En el verano de 1972, el entrenador del Bayern Múnich, Robert Schwan, fichó al joven de 19 años de Mannheim, que jugaba en la primera liga amateur en North Baden bajo la dirección de entrenamiento de su padre. Rohr, un entusiasta seguidor del FC Bayern desde niño, estuvo con los grandes jugadores Franz Beckenbauer, Sepp Maier, Gerd Müller, Uli Hoeneß y Paul Breitner bajo la dirección del entrenador Udo Lattek. El problema de adaptarse a la calidad de la Bundesliga en general y del FC Bayern Múnich en particular fue inmenso. Además, su madurez física aún no era completa; también tenía déficits atléticos para ponerse al día. En su primera temporada en Múnich hizo tres apariciones en la Bundesliga. El 30 de septiembre de 1972 entró en sustitución en el minuto 28 en lugar de Franz Roth. El hecho de que no pudiera aumentar su frecuencia de uso en el segundo año se debió a las consecuencias de una operación de ligamentos cruzados en diciembre de 1973.
En el verano de 1977 y tras una etapa en los equipos del SV Waldhof Mannheim y Kickers Offenbach, Rohr terminó sus estudios ya los 24 años fichó por la primera división francesa y el Girondins de Burdeos.
Junto a jugadores como Alain Giresse, Bernard Lacombe, Marius Trésor, Jean Tigana e incluso Patrick Battiston, Rohr se convertiría en una pieza fundamental del juego del Girondins y ganaría el título de campeón de Francia en tres ocasiones, en 1984, 1985, 1987, también como dos títulos de la Copa de Francia en 1986 y 1987.
También formó parte del equipo que casi derrota a la Juventus de Michel Platini durante la Copa de Campeones de 1985. Rohr luego se encargó del marcaje individual de Platini durante el partido de vuelta en Parc Lescure.
Dejó el Girondins en 1989 tras más de 350 partidos para diez goles y dos títulos de mejor defensa de la temporada.

## Carrera como entrenador
Después de su carrera como jugador, se quedó en Girondins y luego se convirtió en director deportivo y entrenador del centro de formación. Dejó su puesto en varias ocasiones para pasar a la zaga, de forma interina, del primer equipo. Así, de agosto a septiembre de 1990, reemplazó a Raymond Goethals tras su destitución, y permaneció en el cargo hasta la llegada de Gérard Gili procedente del Marsella. Rohr vuelve a seguir a Gili y estará en el banquillo del equipo la temporada 1991-92, y traerá al club, descendido administrativamente la temporada anterior, de segunda a la Ligue 1.
En 1996 dirigió a Girondins de Burdeos a la final de la Copa de la UEFA, donde perdió ante el Bayern Múnich los dos partidos (0-2 de visitante y 1-3 en casa). Durante aquella copa, el Burdeos derrotó por 3-0 a Milan en los cuartos de final. Desde octubre de 1998 hasta abril de 1999 fue director deportivo del Eintracht Fráncfort.
Luego se unió a Alain Afflelou, expresidente del Girondins, en su nuevo club, US Créteil durante una temporada antes de regresar al Girondins para dirigir el club de formación del equipo.
En 2002, se unió al Niza en la liga francesa para reemplazar a Sandro Salvioni. Rohr permaneció en el cargo durante dos temporadas y el 25 de abril de 2005, el presidente del club, Maurice Cohen, lo despidió.
Luego decidió unirse al equipo Red Bull Salzburgo de Austria para ocupar el puesto de coordinador del equipo, luego en 2005-06 reemplazó a Hans-Peter Zaugg al frente del Young Boys, club suizo al que llevó hacia la final, perdida, de la Copa de Suiza.
En mayo de 2007 fue nombrado entrenador del Ajaccio, que dejó a finales de agosto de 2008 por un desacuerdo con el presidente Orsoni.
El 27 de noviembre de 2008 inició una nueva aventura en el club tunecino Etoile Sportive du Sahel. El alemán fue despedido por Étoile Sportive du Sahel luego de un tercer puesto en la liga, fuera de los lugares para clasificar a la Liga de Campeones de la CAF de 2010, el 15 de mayo de 2009.
El 9 de junio de 2009 fue nombrado como nuevo entrenador del Nantes, que en aquel entonces disputaba la Ligue 2. Sin embargo, luego de una serie de resultados negativos, el 3 de diciembre fue despedido de su cargo y en su reemplazo llegó Jean-Marc Furlan.
El 21 de febrero de 2010 se anunció su arribo a la Selección de fútbol de Gabón, en sustitución del francés Alain Giresse. Condujo a los africanos a los cuartos de final de la Copa Africana de Naciones 2012. Permaneció en el cargo hasta el final de su contrato el 29 de febrero de 2012.
Posteriormente, en septiembre de 2012, se convirtió en entrenador de la Selección de fútbol de Níger, cargo al cual renunció en octubre de 2014 por malos resultados. El 24 de febrero de 2015 fue nombrado como entrenador de Burkina Faso. Renunció en diciembre de 2015.
En 2016 firmó contrato para dirigir a la Selección de fútbol de Nigeria. El 7 de octubre de 2017, tras vencer a Zambia por 1-0, Nigeria se convirtió en el primer equipo africano clasificado la Copa Mundial de la FIFA 2018. En dicha Copa Mundial integró el Grupo D, con Argentina, Croacia e Islandia. Arrancó mal, perdiendo el primer encuentro con Croacia, pero ganando en gran forma frente a Islandia (2-0, ambos goles de Musa) y con un partido definitorio contra Argentina.
El 27 de mayo de 2020, el presidente de la Federación de Fútbol de Nigeria Amaju Melvin Pinnick anunció que Rohr había concluido todos los acuerdos contractuales para que pudiese extender su contrato con el equipo. Se le dio el objetivo de guiar al equipo para ganar la Copa Africana de Naciones 2021 que fue organizada por Camerún. El nuevo contrato también incluyó la clasificación de las Súper Águilas a la Copa Mundial de la FIFA 2022. El 12 de diciembre de 2021, fue despedido a pesar de clasificarse para la Copa Africana de Naciones 2021 y a la ronda final de clasificación para clasificar al Mundial.
En febrero de 2023 se anunció que se haría cargo de la selección de Benín y firmó un contrato por tres años.

## Clubes

### Como jugador
| Club                 | País     | Año         |
| -------------------- | -------- | ----------- |
| Bayern Múnich        | Alemania | 1972 - 1974 |
| Waldhof Mannheim     | Alemania | 1974 - 1975 |
| Kickers Offenbach    | Alemania | 1975 - 1977 |
| Girondins de Burdeos | Francia  | 1977 - 1989 |

### Como entrenador
| Club                      | País         | Año           |
| ------------------------- | ------------ | ------------- |
| Girondins de Burdeos      | Francia      | 1990          |
| Girondins de Burdeos      | Francia      | 1991 - 1992   |
| Girondins de Burdeos      | Francia      | 1996          |
| Créteil                   | Francia      | 1999 - 2000   |
| Niza                      | Francia      | 2002 - 2005   |
| Young Boys                | Suiza        | 2005 - 2006   |
| Ajaccio                   | Francia      | 2007 - 2008   |
| Étoile Sahel              | Túnez        | 2008 - 2009   |
| Nantes                    | Francia      | 2009          |
| Selección de Gabón        | Gabón        | 2010 - 2012   |
| Selección de Níger        | Níger        | 2012 - 2014   |
| Selección de Burkina Faso | Burkina Faso | 2015          |
| Selección de Nigeria      | Nigeria      | 2016-2021     |
| Selección de Benín        | Benín        | 2023-presente |